# Gazeta Wojewódzka
Gazeta Wojewódzka – tygodnik lokalny ukazujący się od 1996 na terenie powiatów: karkonoskiego, kamiennogórskiego, lwóweckiego, lubańskiego, bolesławieckiego i zgorzeleckiego, poruszający problemy społeczno-kulturalne mieszkańców regionu.